# (73521) 2003 MD1
(73521) 2003 MD1 – planetoida z pasa głównego asteroid okrążająca Słońce w ciągu 3,61 lat w średniej odległości 2,35 j.a. Odkryta 22 czerwca 2003 roku.